# Bry-sur-Marne

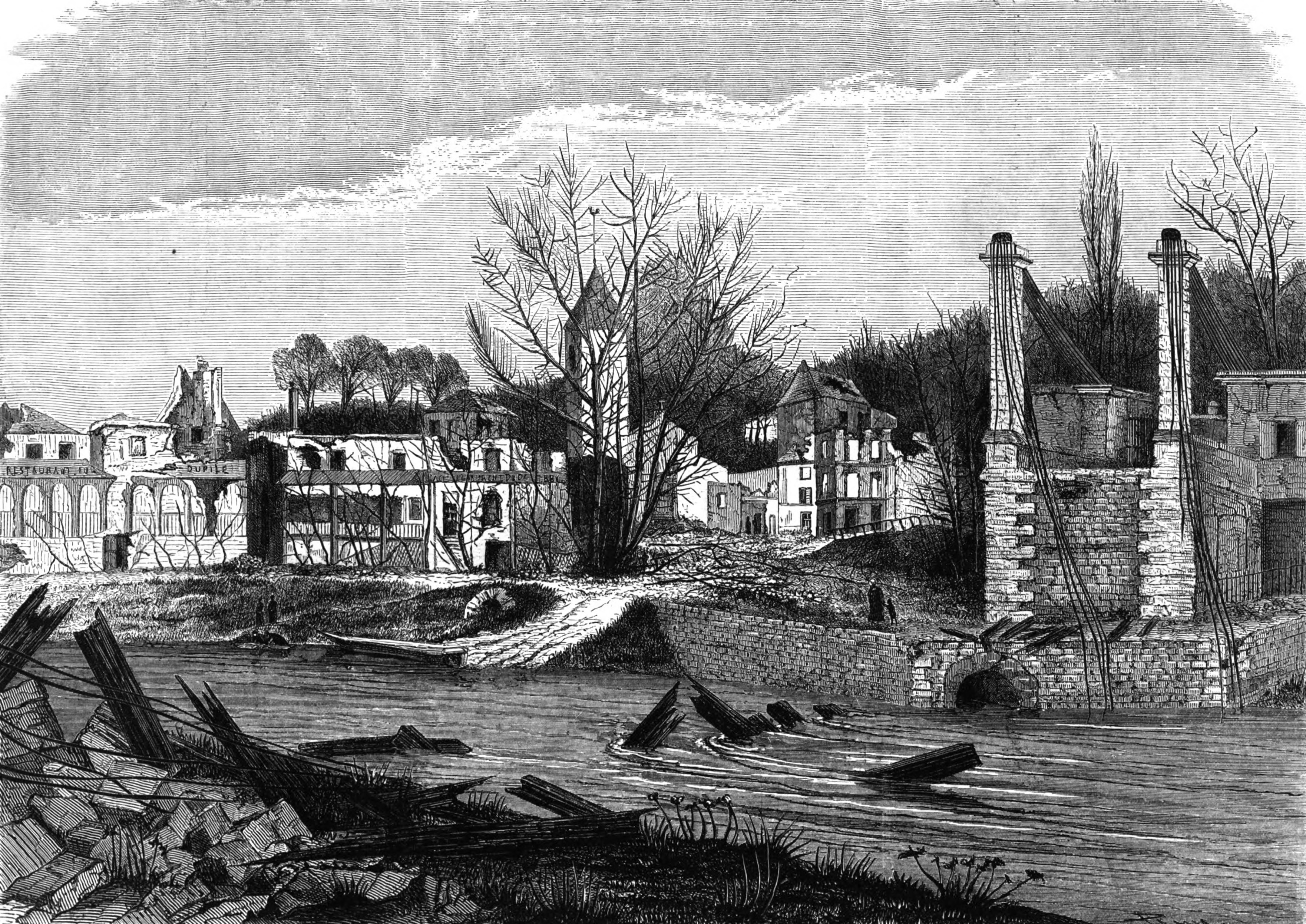
Ilustrace Bry-sur-Marne z roku 1870

Bry-sur-Marne je obec na východním předměstí Paříže přibližně 12,6 km od centra města. Obec Bry-sur-Marne je součástí sektoru Porte de Paris, jedné ze čtyř oblastí Nového Města Marne-la-Vallée.
Zemřel zde fotograf Louis Daguerre v roce 1851 a má tu věnovaný památník, který zdobí jeho hrob.

## Daguerrovo diorama
Patrně nejcennější umělecké dílo ve městě Bry je diorama, které maloval sám Louis Daguerre. Obraz se proměňuje každý den - napodobuje denní nebo noční dobu, namalované svícny v noci svítí. Nachází se v místním kostele.